# 현대 마르샤
현대 마르샤(Hyundai Marcia)는 현대자동차의 전륜구동 중형차로, 쏘나타 Ⅱ를 기반으로 만들어져 상당수의 부품이 쏘나타 Ⅱ와 호환된다. 차명인 마르샤는 이탈리아어로 '행진곡'을 의미한다. 

## 1세대(H)

### 마르샤(1995년3월~1997년4월)

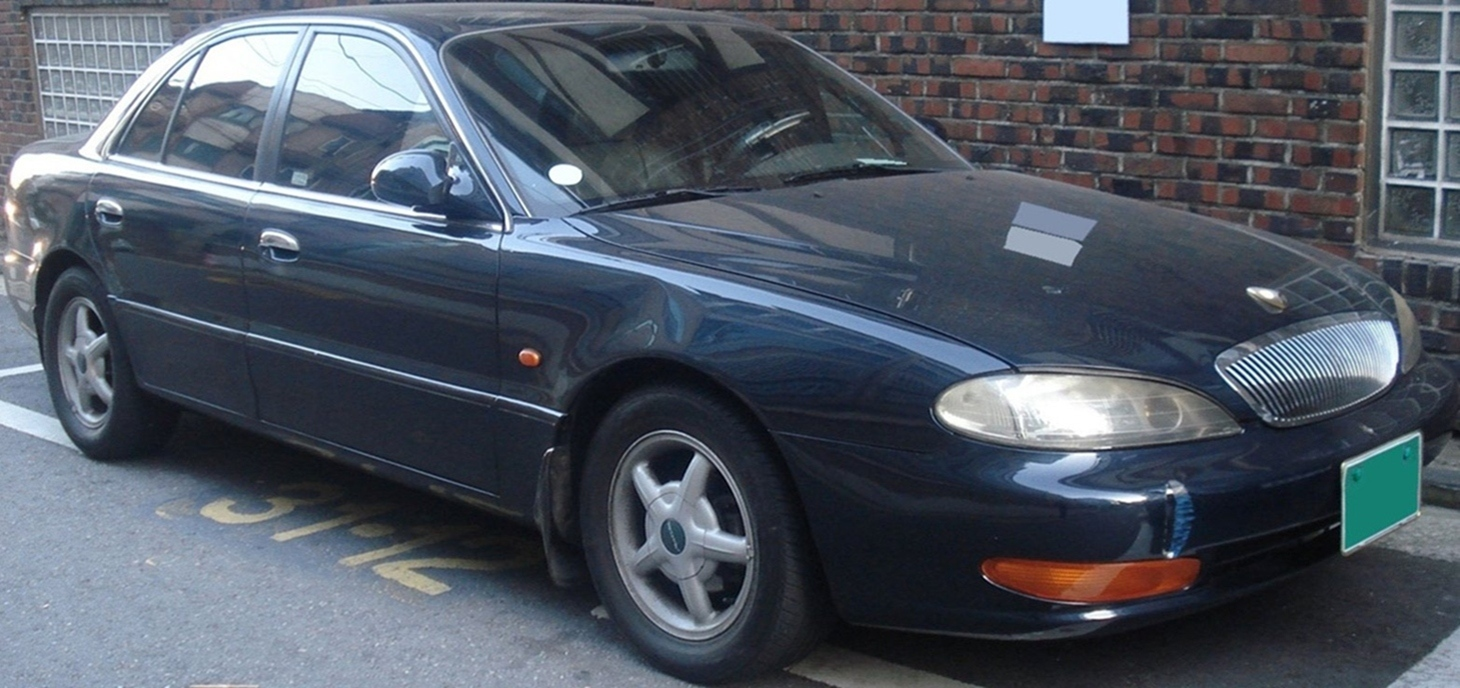
현대 마르샤 정측면

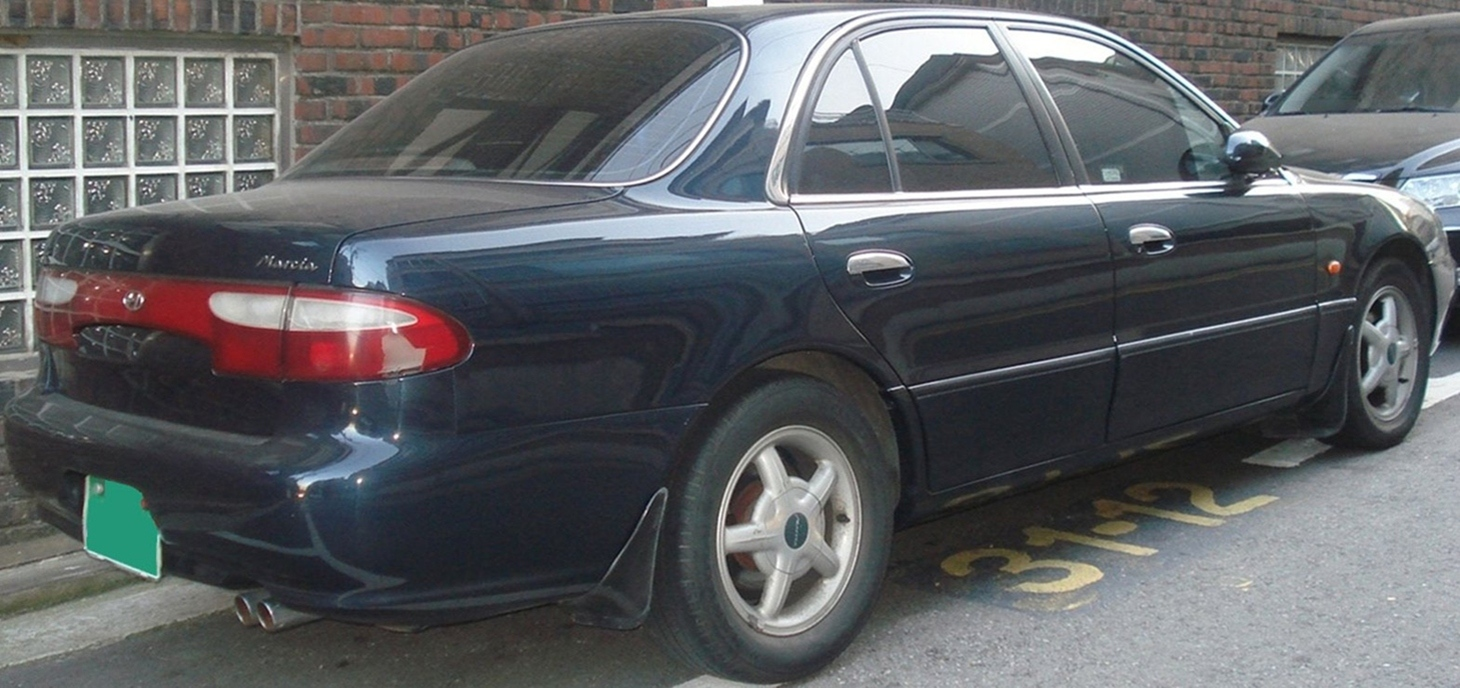
현대 마르샤 후측면

1995년 3월 3일에 출시되었다. 초창기에는 카덴자라는 명칭을 쓸 예정이었지만 1994년 11월 마르샤로 바뀌게 되었고, 이후 카덴자는 2009년에 출시한 기아 K7의 수출형 모델의 명칭으로 쓰이게 되었다. 당초 라인업은 2.0L DOHC와 V6 2.5L DOHC 골드로 나뉘었으나, 같은 해 10월 9일부터는 2.0L DOHC가 2.0L VL과 2.0L VLS로 나뉘어 재편성되었다. 2.0L VL은 일부 편의 사양을 조절하여 값을 낮추었다. 한때 LPG 모델도 생산되었으나, 생산량과 판매량이 매우 적어 현재로서는 LPG 모델의 정확한 제원을 확인하기 어렵다.

| 구분                 | 2.0L DOHC                        | V6 2.5L DOHC            |
| -------------------- | -------------------------------- | ----------------------- |
| 전장 (mm)            | 4,770                            | 4,770                   |
| 전폭 (mm)            | 1,770                            | 1,770                   |
| 전고 (mm)            | 1,405                            | 1,405                   |
| 축거 (mm)            | 2,700                            | 2,700                   |
| 윤거 (전, mm)        | 1,515                            | 1,515                   |
| 윤거 (후, mm)        | 1,505                            | 1,505                   |
| 승차 정원            | 5명                              | 5명                     |
| 변속기               | 수동 5단 자동 4단                | 자동 4단                |
| 서스펜션 (전/후)     | 맥퍼슨 스트럿/멀티 링크          | 맥퍼슨 스트럿/멀티 링크 |
| 구동 형식            | 전륜구동                         | 전륜구동                |
| 엔진 형식            | G4CP                             | G6AV                    |
| 연료                 | 가솔린                           | 가솔린                  |
| 배기량 (cc)          | 1,997                            | 2,497                   |
| 최고 출력 (ps/rpm)   | 146/6,000                        | 173/6,000               |
| 최대 토크 (kg*m/rpm) | 19.2/4,000                       | 22.4/4,500              |
| 공차 중량 (kg)       | 1,353(수동 5단)/ 1,367(자동 4단) | 1,438(자동 4단)         |
| 연비 (km/L)          | 10.8(수동 5단)/ 9.6(자동 4단)    | 9.2(자동 4단)           |

### 뉴 마르샤(1997년4월~1998년10월)

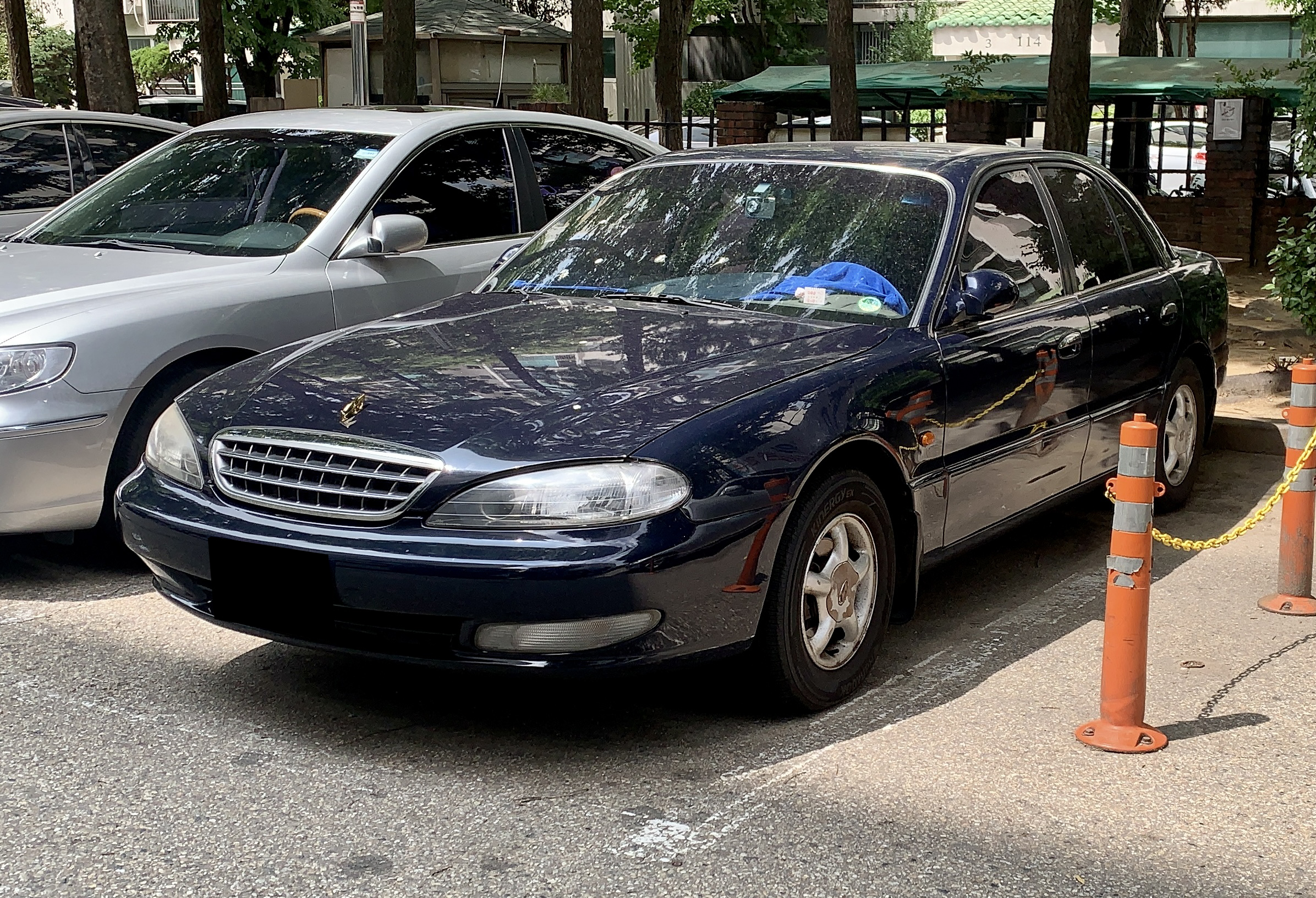
현대 뉴 마르샤 정측면

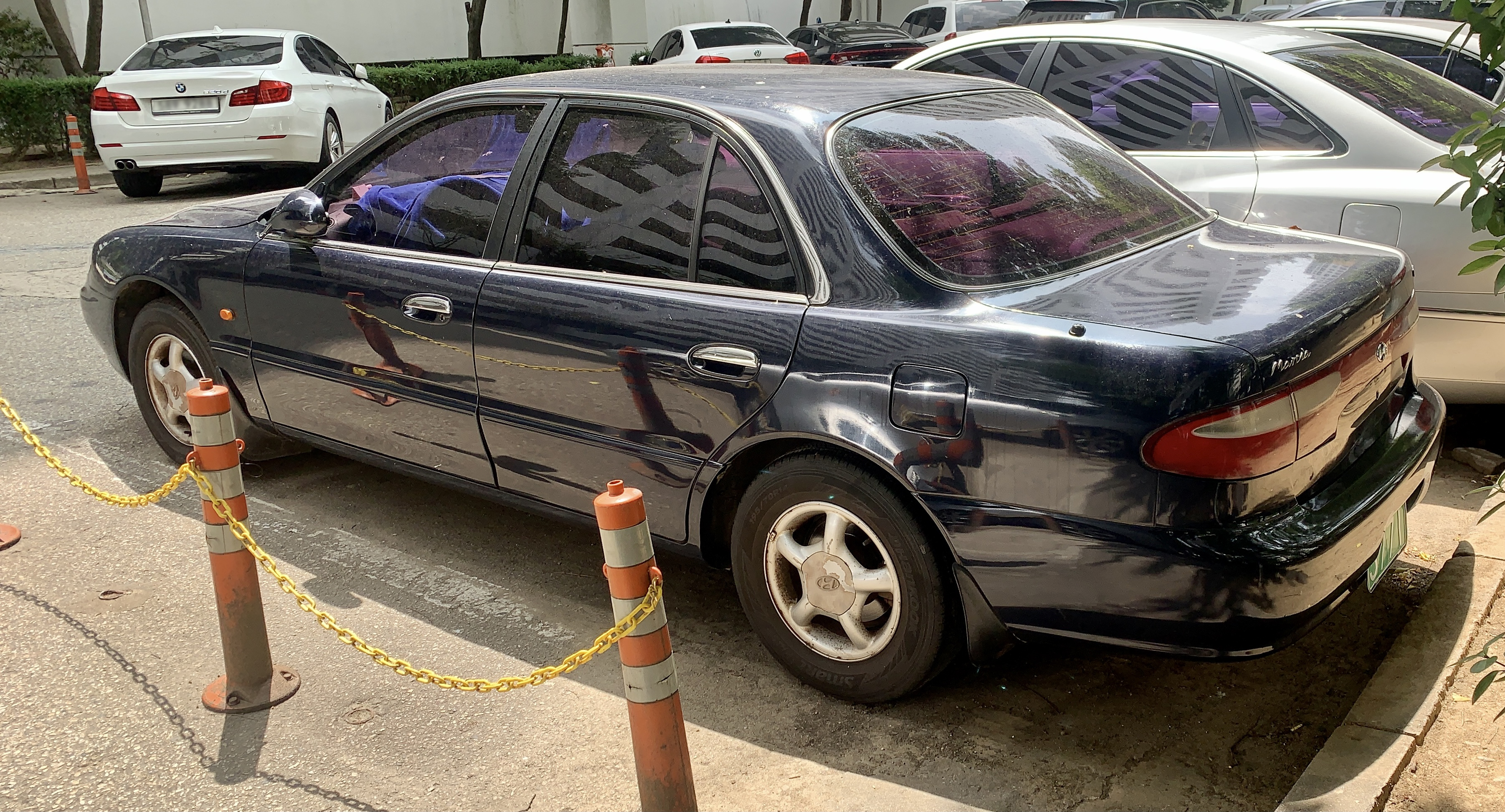
현대 뉴 마르샤 후측면

1997년 4월 21일에 선보인 뉴 마르샤는 이중 격자 무늬의 라디에이터 그릴, 신형 알루미늄 휠, 와이드 타입의 사이드 크롬 몰딩, 크롬 도금 인사이드 도어 핸들 등이 새로 적용되었다. 그런데도 소비자들 사이에서 비싼 쏘나타 2/3라는 인식이 강해 판매량은 여전히 저조했고 결국 1998년 10월에 그랜저 XG에 통합되는 형식으로 단종되었다.
| 구분                 | 2.0L DOHC                             | V6 2.5L DOHC                          |
| -------------------- | ------------------------------------- | ------------------------------------- |
| 전장 (mm)            | 4,770                                 | 4,770                                 |
| 전폭 (mm)            | 1,770                                 | 1,770                                 |
| 전고 (mm)            | 1,405                                 | 1,405                                 |
| 축거 (mm)            | 2,700                                 | 2,700                                 |
| 윤거 (전, mm)        | 1,515                                 | 1,515                                 |
| 윤거 (후, mm)        | 1,505                                 | 1,505                                 |
| 승차 정원            | 5명                                   | 5명                                   |
| 변속기               | 수동 5단 자동 4단                     | 자동 4단                              |
| 서스펜션 (전/후)     | 맥퍼슨 스트럿/멀티 링크               | 맥퍼슨 스트럿/멀티 링크               |
| 구동 형식            | 전륜구동                              | 전륜구동                              |
| 엔진 형식            | G4CP                                  | G6AV                                  |
| 연료                 | 가솔린                                | 가솔린                                |
| 배기량 (cc)          | 1,997                                 | 2,497                                 |
| 최고 출력 (ps/rpm)   | 146/6,000 (이후 139/6,000으로 변경)   | 173/6,000 (이후 167/6,000으로 변경)   |
| 최대 토크 (kg*m/rpm) | 19.2/4,000 (이후 18.1/4,500으로 변경) | 22.4/4,500 (이후 21.4/4,500으로 변경) |
| 공차 중량 (kg)       | 1,353(수동 5단)/ 1,367(자동 4단)      | 1,438(자동 4단)                       |
| 연비 (km/L)          | 10.8(수동 5단)/ 9.6(자동 4단)         | 9.2(자동 4단)                         |

## 2새대(XG)

### 마르샤 XG(취소)
1998년 10월에 출시된 그랜저 XG는 본래 마르샤의 후속 차종으로 개발됨에 따라 마르샤 XG로 출시할 예정이었다. 다만 현대자동차에서 기존 그랜저의 후속 차종으로 개발하려던 에쿠스를 윗급 차종으로 출시하는 것으로 선회했고, 그랜저의 포지셔닝은 준대형차로 격하시켜 브랜드를 존치하는 방향으로 잡아 차명을 바꿔서 출시함에 따라 마르샤는 최종적으로 단종되었다. 그후 EF 쏘나타의 2.0 GOLD, 2.5 V6 GOLD 트림으로 통합되었다. 이렇게 해서 마르샤는 결국 1998년 10월 현대자동차 감축으로 인해 그랜저 XG에 통합되는 형식으로 단종되면서 바람처럼 모습을 감춰버렸다.